# Maria Śmiałowska
Maria Janina Śmiałowska – polska neurobiolog, dr hab. nauk medycznych, profesor Instytutu Farmakologii im. Jerzego Maja Polskiej Akademii Nauk.

## Życiorys
W 1993 r. habilitowała się na podstawie pracy zatytułowanej Neuropeptyd Y w wybranych strukturach mózgu; jego rozmieszczenie, interakcja z aminami ketecholowymi i rola w zachowaniu. W 2010 r. uzyskała tytuł profesora nauk medycznych. Została zatrudniona na stanowisku profesora nadzwyczajnego w Instytucie Farmakologii Polskiej Akademii Nauk.
Jest profesorem w Instytucie Farmakologii im. Jerzego Maja Polskiej Akademii Nauk.